# 숙녀들의 도시

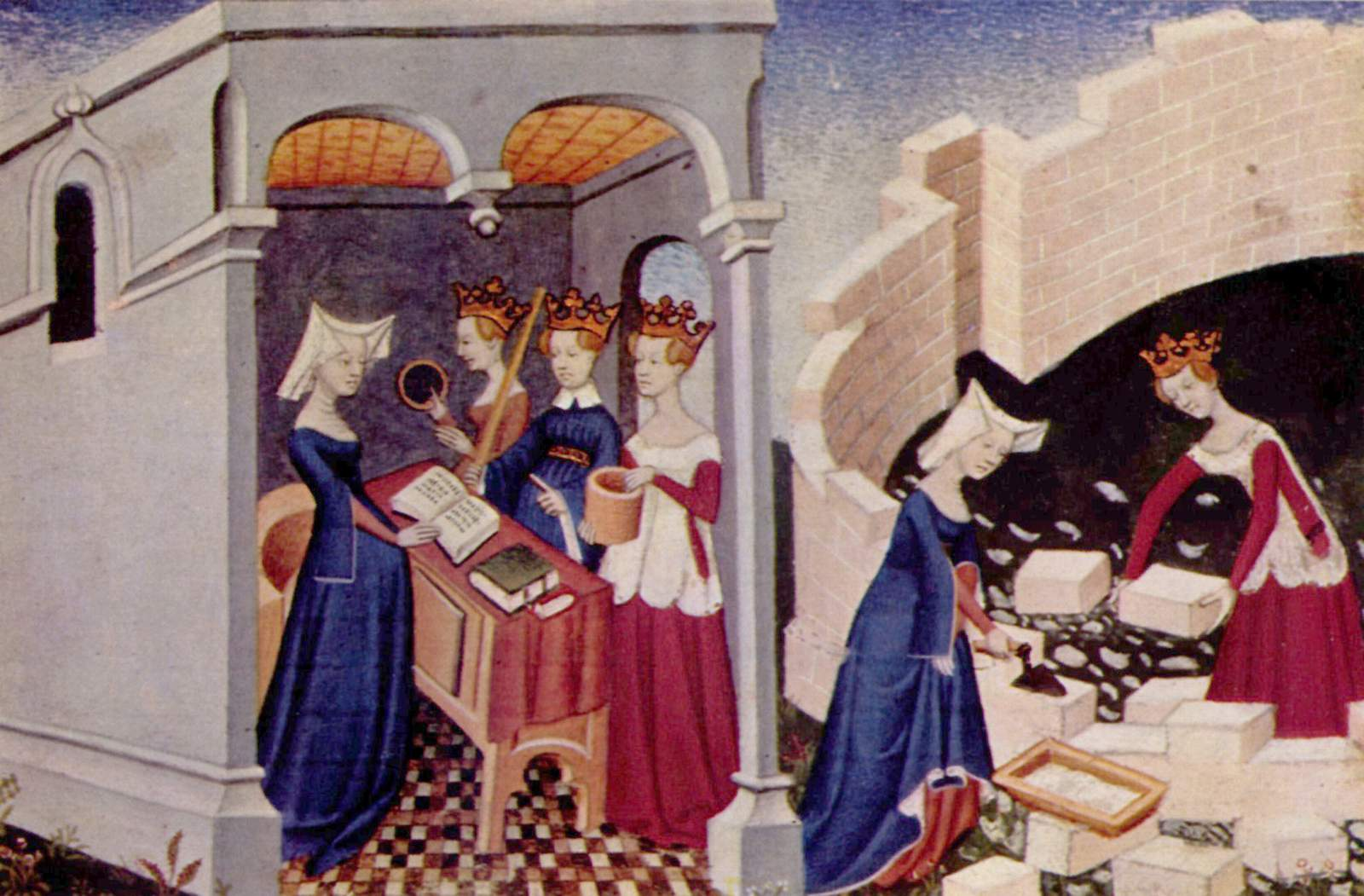

숙녀들의 도시(Le Livre de la Cité des Dames)는 프랑스 최초 여성 전업 작가인 크리스틴 드 피장이 당시 유행하던 여성 폄하적 시 《마테올루스의 탄식》에 대한 반발로 쓴 일종의 여성 전기 선집이다. 고대로부터 중세에 이르기까지의 역사와 신화 속 훌륭한 여성의 사례를 들어 여성을 폄하하고 비하하는 주장을 뒤집는 이 책은 이후 프랑스 문학사와 여성사에서 빼 놓을 수 없는 필수 텍스트로 자리 매김 했다.

## 내용
1405년경, 파리에서 살던 여성 크리스틴 드 피장이 당시 큰 인기를 끌던 여성 폄하적 시(詩) 《마테올루스의 탄식》를 읽으며 한탄하고 있을 때, 왕관을 쓴 세 여신이 홀연히 그녀 앞에 나타나 좋은 성품과 굳센 절개에도 불구하고 부당하게 모욕당하는 여성들을 위해 견고한 성채를 짓고 성벽을 쌓을 것을 명한다.
이 책은 이렇듯 세 여신이 크리스틴에게 ‘숙녀들의 도시’ 건설 계획을 일러주는 것으로 시작된다. 크리스틴 드 피장은 ‘친애하는 자매들’을 적의 공격으로부터 지켜 줄 ‘성벽’으로 둘러싸인 이 도시가 그녀들의 피난처가 되어 주기를 바랐다.
소위 ‘암흑시대’라고 불리는 중세 말 15세기, 크리스틴 드 피장은 매우 적극적으로 여성의 입장에서 자신의 정체성을 모색한 프랑스 최초의 여성 전업 작가다. 피장은 여성에 대한 부당한 비난과 조롱에 반박하고 긍정적인 여성상을 제시하는 데 자신의 재능을 아끼지 않았다. 자신의 대표작인 이 책에서 피장은 고대로부터 중세에 이르기까지의 역사와 신화 속에서 찾아낸 훌륭한 여성의 사례를 들어 여성을 폄하하고 비하하는 주장을 뒤집는다.
이 책은 발표되자마자 대단한 성공을 거두어 15세기 중반에 이미 영어와 포르투갈어로 번역되었으며, 현재까지 여러 부의 필사본이 전해진다. 이후 16세기 내내 귀족 여성들 사이에서 널리 읽혔으며 17세기, 18세기에 들어서도 전문가들 사이에서 계속 높이 평가되었다. 19세기 들어 사회 전반의 여성 폄하 분위기와 함께 그때 막 정립되기 시작한 불문학사에서 경시되기도 하였으나, 그럼에도 중세의 주요 작가 중의 하나로 인정되어 프랑스 문학 교수 자격시험의 필수 작가 명단에 빠지지 않고 이름을 올렸다. 특히 페미니즘이 대두한 1970년대 이후, 그녀에 대한 연구는 더욱 본격화되었으며 대표작 《숙녀들의 도시》는 프랑스 문학과 여성사의 필수적인 텍스트가 되었다.

## 구성

### 제1부
- 제1장 여기서부터 《숙녀들의 도시》가 시작된다. 제1장에서는 이 책의 집필 이유와 동기가 설명된다.
- 제2장 숙녀 세 명이 나타나 그중 첫 번째 숙녀가 크리스틴을 위로한다.
- 제3장 첫 번째 숙녀가 자신의 신분과 본성과 역할을 밝힌다. 그리고 그들 세 숙녀가 도와줄 테니 새로운 도시를 건설하라고 크리스틴에게 명한다.
- 제4장 첫 번째 숙녀가 크리스틴에게 새로 건설할 도시에 대해 설명한다. 그녀의 이름이 무엇이며, 또한 그녀가 어떤 도움을 줄 수 있는지 밝힌다.
- 제5장 두 번째 숙녀가 크리스틴에게 자신의 이름과 신분을 밝힌다. 또한 숙녀들의 도시 건설에 어떤 도움을 줄 것인지를 알린다.
- 제6장 세 번째 숙녀가 크리스틴에게 자신의 신분과 역할을 밝힌다. 그녀는 크리스틴을 도와 탑과 궁전의 지붕을 만들 것이며, 도시를 통치할 여왕과 그녀를 보필하는 귀부인들을 모셔올 것이다.
- 제7장 크리스틴의 대답
- 제8장 크리스틴이 이성의 여신의 명령과 도움으로 기초공사를 위해 땅을 파기 시작한다.
- 제9장 크리스틴은 어떻게 땅을 파기 시작했는가? 그녀가 이성의 여신에게 던진 질문과 이에 대한 여신의 대답
- 제10장 같은 주제에 관한 여러 다른 논의들
- 제11장 크리스틴이 이성의 여신에게 여성들이 사법 업무에서 배제되어 있는 이유를 묻는다. 이에 대해 여신이 대답한다.
- 제12장 니카울라 여제에 관한 이야기
- 제13장 프랑스의 왕비 프레데공드를 비롯한 몇몇 프랑스 왕비에 관해
- 제14장 크리스틴과 이성의 여신 간의 대화와 논쟁
- 제15∼26장 (무공을 떨치거나 용기가 뛰어난 여성들)
- 제27장 크리스틴이 이성의 여신에게 질문한다. 하느님은 여성의 지성이 고귀한 학문을 할 수 있도록 허락했는가? 여신의 대답
- 제28∼42장 (뛰어난 지적 능력을 가진 여성들)
- 제43장 크리스틴이 이성의 여신에게 질문한다. 자연은 여성에게 판단력을 부여했는가? 여신의 대답
- 제44∼47장 (지혜롭고 판단력 있는 여성들)
- 제48장 라티누스 왕의 딸 라비니아

#### 논의된 여성
- 막달라 여자 마리아
- 시바의 여왕
- 블랑카 데 카스티야 왕녀
- 잔 데브뢰 백작 영애
- 세미라미스
- 아마조네스: 토미리스, 히폴리테, 펜테실레이아
- 제노비아
- 아르테미시아 2세
- 사포 (시인)
- 만토
- 메데이아
- 키르케
- 미네르바
- 케레스
- 이시스
- 아라크네
- 디도 (카르타고)
- 옵스
- 라비니아

### 제2부
- 제1장 열 명의 시빌에 관해
- 제2∼6장 (이 열 명의 시빌 중 가장 유명한 다섯째인 ‘에리트레아’와 일곱째인 ‘알마테아’ 및 열 명의 시빌에 속하지 않는 다른 여성 예언자들)
- 제7장 크리스틴과 공정의 여신의 대화
- 제8∼11장 (효성이 지극한 고대 여성들)
- 제12장 공정의 여신이 건물의 완공을 선언하며 이제 주민을 모셔와야 할 때가 되었음을 알린다.
- 제13장 크리스틴이 질문한다. 많은 책과 남성들은 결혼 생활의 어려움이 여성들 탓이라고 하는데 그것이 정말인가? 정의의 여신의 대답은 남편을 깊이 사랑하는 여성들의 사례로부터 시작한다.
- 제14∼24장 (남편에게 충실하고 남편을 지극히 사랑한 고금 여성들)
- 제25장 여성은 입이 가볍다는 비난에 대해 크리스틴이 항의한다. 공정의 여신이 카토의 딸 포르티아의 예를 들어 대답한다.
- 제26∼27장 (비밀을 잘 지킨 여성들)
- 제28장 아내의 충고를 따르는 사람은 못난이라는 의견에 대한 반론. 크리스틴의 질문과 공정의 여신의 대답
- 제29장 (아내의 충고를 들어서 좋은 결과가 생긴 남성들)
- 제30장 여성들이 과거에 행한, 그리고 현재에도 행하고 있는 선행에 관한 이야기
- 제31∼35장 (자기 민족을 구한 여성들 및 순교자를 도와준 여성들)
- 제36장 여성이 공부를 하면 좋지 않다는 주장에 대한 반론
- 제37장 크리스틴이 공정의 여신에게 말한다. 정숙한 여성이 드물다는 의견에 대한 여신의 반박. 수산나의 사례
- 제38∼52장 (정숙한 여성들과 불성실하고 용기 없는 남성들 및 그 반대 사례인 지조 있고 용기 있는 여성들)
- 제53장 여성의 지조에 관한 공정의 여신의 이야기를 듣고 크리스틴이 여신에게 질문한다. 왜 과거의 고귀한 여성들은 여성을 모함하는 남성들의 책을 반박하지 않았는가? 여신의 대답
- 제54장 크리스틴이 질문한다. 여성들이 사랑에 충실하지 않다는 남성들의 주장이 사실인가? 여신의 대답
- 제55∼65장 (사랑으로 유명한 여성들)
- 제66장 여성들이 천성적으로 인색하다는 비난에 대한 크리스틴의 질문과 여신의 대답
- 제67∼68장 (재물에 관대한 고금 여성들)
- 제69장 크리스틴이 왕녀들을 비롯한 모든 여성들에게 말한다.

#### 논의된 여성
- 시불라: 쿠마에 무녀
- 드보라
- 엘리사벳
- 예언자 안나
- 시바의 여왕
- 카산드라
- 테오도라
- 카리타 로마나
- 아르테미시아 1세
- 크산티페
- 안드로마케
- 스타테이라 2세
- 마리아 (예수의 어머니)
- 유딧기
- 에스델
- 사비니 여인들의 강간
- 클로틸디스 (프랑크)
- 사라
- 리브가
- 룻
- 페넬로페
- 루크레티아
- 아달리야
- 이세벨
- 디도 (카르타고)
- 메데이아
- 데이아네이라
- 유노 (신화)
- 에우로페
- 이오카스테
- 메두사
- 헬레네
- 폴릭세네
- 블랑카 데 카스티야 왕녀
- 바이에른의 이자보
- 발루아의 이사벨

### 제3부
- 제1장 하늘의 여왕이 정의의 여신에 의해 숙녀들의 도시에 인도된다.
- 제2장 성모의 자매들과 막달라 마리아
- 제3장 성녀 카트린
- 제4∼18장 (기독교의 성녀들)

#### 논의된 여성
- 마리아 (예수의 어머니)
- 막달라 여자 마리아
- 알렉산드리아의 카타리나
- 안티오케이아의 마르가리타
- 루치아
- 마르차나
- 바르바라
- 성녀 도로테아
- 체칠리아
- 아녜스
- 카타니아의 아가타